# Estación de Mirasierra
Mirasierra es una estación de la línea 9 del Metro de Madrid, situada bajo la Glorieta de la Pradera de Navarrulaque, en el barrio homónimo del distrito de Fuencarral-El Pardo.

## Historia
La estación se inauguró el 28 de marzo de 2011, ampliando la línea 9 desde la estación de Herrera Oria, donde se ubicaba la cabecera de la línea hasta entonces. Esta estación dejó de ser cabecera cuatro años después de su inauguración, concretamente el 25 de marzo de 2015, cuando se inauguró la estación de Paco de Lucía. Las paredes están recubiertas con vítrex de color amarillo.

## Accesos
Vestíbulo Mirasierra
- Avenida del Ventisquero de la Condesa Avda. Ventisquero de la Condesa, 28
- Ascensor Avda. Ventisquero de la Condesa, 28 (esquina C/ Mirador de la Reina, 54)

## Líneas y conexiones

### Metro
| << cabecera   | < estación    | línea | estación >   | cabecera >>                                         |
| ------------- | ------------- | ----- | ------------ | --------------------------------------------------- |
| Paco de Lucía | Paco de Lucía |       | Herrera Oria | Arganda del Rey Cambio de tren en Puerta de Arganda |

### Autobuses
| Diurnos |                   |                                                             |
| Línea   | Destino           | Parada                                                      |
| 49      | Pitis             | 3822 METRO MIRASIERRA (Gta. Pradera Navarrulaque)           |
| 49      | Plaza de Castilla | 4740 METRO MIRASIERRA (C/ Ventisquero de la Condesa, 31-33) |